# Jan Nilsson (företagsledare född 1968)
Ej att förväxla med grundaren av Optillion och Switchcore Jan Nilsson (företagsledare född 1950)
Jan Christer Halvard Nilsson, född 3 februari 1968, är en svensk civilingenjör, civilekonom och entreprenör.
Efter en traineeperiod på Telia blev Nilsson anställd och delägare i Framtidsfabriken 1997. Vid sidan av Jonas Birgersson och Jan-Erik Fiske grundade han Bredbandsbolaget 1998 och blev året därpå dess första VD.
Därefter har Nilsson varit VD för datorspelsutvecklaren Hidden Dinosaur och grundare av låneinstitutet Folkia. Från september 2007 var han VD för lagringstjänsten Diino, och sedan december 2015 är han medgrundare och VD för Stream Analyze.